# ان‌جی‌سی ۵۵۴۸
ان‌جی‌سی ۵۵۴۸ (انگلیسی: NGC 5548) نام یک کهکشان در صورت فلکی گاوران است.